# Подґуже (Плоцький повіт)
Подґуже (пол. Podgórze) — село в Польщі, у гміні Мала Весь Плоцького повіту Мазовецького воєводства.
Населення — 169 осіб (2011).
У 1975-1998 роках село належало до Плоцького воєводства.

## Демографія
Демографічна структура станом на 31 березня 2011 року:
|          | Загалом | Допрацездатний вік | Працездатний вік | Постпрацездатний вік |
| -------- | ------- | ------------------ | ---------------- | -------------------- |
| Чоловіки | 78      | 9                  | 59               | 10                   |
| Жінки    | 91      | 18                 | 49               | 24                   |
| Разом    | 169     | 27                 | 108              | 34                   |